# Conception Point
Conception Point är en udde i Antarktis. Den ligger på Coronation Island i Sydorkneyöarna. Argentina och Storbritannien gör anspråk på området.
Terrängen inåt land är huvudsakligen kuperad, men österut är den platt. Havet är nära Conception Point norrut. Trakten är obefolkad. Det finns inga samhällen i närheten.